# Cephalaria stapfii
Cephalaria stapfii là một loài thực vật có hoa trong họ Kim ngân. Loài này được Hausskn. ex Bornm. mô tả khoa học đầu tiên năm 1906.